# بارينورن
بارينورن (بالإنجليزية: Bärenhorn)‏ هو أحد جبال سلسلة جبال الألب ليبونتيني ويقع في كانتون غراوبوندن في سويسرا. يحتل المرتبة رقم 236 في قائمة جبال سويسرا من حيث الارتفاع، إذ يبلغ ارتفاعه حوالي 2929 متر، بينما يبلغ ارتفاع نتوء الجبل 449 متر.